# لین کوو شمالی
لین کوو شمالی (به انگلیسی: Lane Cove North) یک حومه شهر در استرالیا است که در Municipality of Lane Cove واقع شده‌است.